# Pulitzer-Preis 1997
Der Pulitzer-Preis 1997 war die 81. Verleihung des US-amerikanischen Literaturpreises. Die Jury bestand aus 17 Personen unter dem Vorsitz von Sissela Bok. Das „Pulitzer Prize Board“ vergab Preise für Arbeiten, die während des Kalenderjahres 1996 entstanden waren.

## Bereich Journalismus(Journalism)
| Kategorie                                                  | Preisträger                                                                                         | Begründung |
| ---------------------------------------------------------- | --------------------------------------------------------------------------------------------------- | --- |
| Aktuelle Berichterstattung (Breaking News Reporting)       | Mitarbeiter von Newsday                                                                             | Preis verliehen für seine engagierte Berichterstattung über den Absturz von TWA-Flug 800 und seine Folgen. |
| Dienst an der Öffentlichkeit (Public Service)              | The Times-Picayune (New Orleans)                                                                    | Preis verliehen für seine umfassende Serie, in der er die Bedingungen analysiert, die die weltweite Fischversorgung bedrohen. |
| Investigativer Journalismus (Investigative Reporting)      | Eric Nalder, Deborah Nelson und Alex Tizon von The Seattle Times                                    | Preis verliehen für ihre Untersuchung der weit verbreiteten Korruption und Ungleichheit im staatlich geförderten Wohnungsbauprogramm für amerikanische Ureinwohner, das zu dringend benötigten Reformen führte.                                              |
| Hintergrundberichterstattung (Explanatory Journalism)      | Michael Vitez (Reporter) sowie April Saul und Ron Cortes (Fotografen) von The Philadelphia Inquirer | Preis verliehen für eine Serie über die Entscheidungen, vor denen schwerkranke Patienten standen, die in Würde sterben wollten. |
| Beat Reporting (Specialized Reporting)                     | Byron Acohido von The Seattle Times                                                                 | Preis verliehen für seine Berichterstattung über die Luft- und Raumfahrtindustrie, insbesondere für eine umfassende Untersuchung von Problemen mit der Rudersteuerung der Boeing 737, die zu neuen FAA-Anforderungen für wesentliche Verbesserungen beitrug. |
| Kritik (Criticism)                                         | Tim Page von The Washington Post                                                                    | Preis verliehen für seine klaren und aufschlussreichen Musikkritiken. |
| Karikatur (Editorial Cartooning)                           | Walt Handelsman von The Times-Picayune (New Orleans)                                                | |
| Leitartikel (Editorial Writing)                            | Michael Gartner vom Ames Tribune (Ames)                                                             | Preis verliehen für seine mit gesundem Menschenverstand geschriebenen Artikel über Themen, die das Leben der Menschen in seiner Gemeinde tiefgreifend beeinflussen.                                                                                          |
| Kommentar (Commentary)                                     | Eileen McNamara von The Boston Globe                                                                | Preis verliehen für ihre vielseitigen Kolumnen über Menschen und Themen in Massachusetts. |
| Auslandsberichterstattung (International Reporting)        | John F. Burns von The New York Times                                                                | Preis verliehen für seine mutige und aufschlussreiche Berichterstattung über das erschütternde Regime, das die Taliban Afghanistan aufgezwungen haben. |
| Berichterstattung im Inland (National Reporting)           | Mitarbeiter von The Wall Street Journal                                                             | Preis verliehen für seine Berichterstattung über den Kampf gegen AIDS in all seinen Aspekten, den menschlichen, wissenschaftlichen und geschäftlichen Aspekten, im Lichte vielversprechender Behandlungsmöglichkeiten für die Krankheit.                     |
| Feature Writing (Feature Writing)                          | Lisa Pollak von The Baltimore Sun                                                                   | Preis verliehen für ihr überzeugendes Porträt eines Baseball-Schiedsrichters, der den Tod eines Sohnes ertragen musste, während er wusste, dass ein anderer Sohn an derselben tödlichen genetischen Krankheit leidet.                                        |
| Aktuelle Fotoberichterstattung (Breaking News Photography) | Annie Wells von The Press Democrat (Santa Rosa)                                                     | Preis verliehen für ihr dramatisches Foto eines örtlichen Feuerwehrmanns, der einen Teenager aus reißenden Fluten rettet. |
| Feature-Fotoberichterstattung (Feature Photography)        | Alexander Zemlianichenko von Associated Press                                                       | Preis verliehen für sein Foto des russischen Präsidenten Boris Jelzin, der während seines Wiederwahlkampfs auf einem Rockkonzert tanzt. |

## Bereich Literatur, Theater und Musik(Books, Drama & Music)
| Kategorie                                                   | Preisträger |
| ----------------------------------------------------------- | --- |
| Geschichte (History)                                        | Original Meanings: Politics and Ideas in the Making of the Constitution von Jack N. Rakove (Alfred A. Knopf)                                             |
| Belletristik (Fiction)                                      | Martin Dressler: The Tale of an American Dreamer (deutscher Titel: Martin Dressler: Ein amerikanischer Träumer) von Steven Millhauser (Crown)            |
| Sachbuch (General Nonfiction)                               | Ashes to Ashes: America's Hundred-Year Cigarette War, the Public Health, and the Unabashed Triumph of Philip Morris von Richard Kluger (Alfred A. Knopf) |
| Musik (Music)                                               | Blood on the Fields von Wynton Marsalis (Boosey & Hawkes), Premiere am 28. Januar 1997 in der Woolsey Hall, Yale University, New Haven                   |
| Dichtung (Poetry)                                           | Alive Together: New and Selected Poems von Lisel Mueller (Louisiana State University Press)                                                              |
| Theater (Drama)                                             | Kein Preis vergeben |
| Biographie oder Autobiographie (Biography or Autobiography) | Angela's Ashes: A Memoir (deutscher Titel: Die Asche meiner Mutter) von Frank McCourt (Scribner)                                                         |